# Gauthier de Sourdeval

Gauthier de Sourdeval (latin : Gualterius de Suradavalle), mort après 1154, est un chevalier franc qui fut dans les États latins d'Orient seigneur de Laitor ainsi que connétables de la principauté d'Antioche en 1134 et 1135.
Il est probablement le fils du croisé normand Robert de Sourdeval. Ce dernier était arrivé en Terre sainte avec la première croisade dans la suite de Bohémond de Tarente et qui avait été inféodé à la seigneurie de Laitor, située à 25 kilomètres au nord-ouest de Bourzey (en), et tombé à la bataille de Sarmin (en)
Gauthier est mentionné comme connétable d'Antioche en 1134 et 1135, mais en 1140 il n'occupe plus cette fonction.
Il épouse une femme prénommée Sibylle (morte après 1135), dont la famille est inconnue, avec qui il a au moins un fils : Robert de Sourdeval, qui lui succède en tant que seigneur de Laitor. Entre 1167 et 1183, les chartes du prince Bohémond III d'Antioche possèdent un témoin nommé Roger de Sourdeval, mais il n'est pas certain s'il s'agit d'un fils cadet de Gauthier ou d'un fils de son fils Robert. 
Gauthier est mentionné pour la dernière fois dans une charte du prince Renaud de Châtillon du 10 mai 1154, dans lequel il apparaît comme témoin avec son fils Robert.